# Ozodicera (Dihexaclonus) triguttata
Ozodicera (Dihexaclonus) triguttata is een tweevleugelige uit de familie langpootmuggen (Tipulidae). De soort komt voor in het Neotropisch gebied.